# Station Tipperary
Station Tipperary is een spoorwegstation in Tipperary in het  Ierse graafschap Tipperary. Het station ligt aan de lijn Rosslare - Limerick. Er vertrekken op werkdagen dagelijks twee treinen in de richting van Limerick en twee in de richting Waterford. Zondags rijden er geen treinen.